# Низкое Заволжье
Низкое Заволжье — низменная равнина, вытянутая в субмеридиональном направлении вдоль левого берега Волги от Казани до Камышина. В Казанском Поволжье его ширина не превышает 15—20 км, тогда как в Саратовском Поволжье она достигает 250—300 км. С западной стороны к Низкому Заволжью крутым уступом в 100—200, а местами и в 300 с лишним метров обрывается Приволжская возвышенность, составляющая правый коренной берег Волги. Отсюда по направлению к востоку Низкое Заволжье поднимается несколькими ступенями и сливается с Высоким Заволжьем. На юге оно граничит с Прикаспийской низменностью.
Жигулевские горы Приволжской возвышенности, резко выступая на восток, перегораживают Низкое Заволжье и разделяют его на две части: северную и южную. Высоты, наблюдаемые в Низком Заволжье, колеблются в пределах от нуля (урез реки Волги в южной части территории) до 125—150 м. Превышают эти высоты лишь отдельные точки, достигающие 216 м на водоразделе рек Большого Черемшана и Кондурчи, 183 м на водоразделе рек Камы и Большой Черемшан, и некоторые другие.
В геотектоническом отношении Низкое Заволжье представляет собой область тектонического прогиба, который выстлан толщей верхнетретичных и четвертичных отложений.

## Рельеф
Низкое Заволжье на большей части характеризуется средним овражным расчленением и только в южной части — слабым. Низкое Заволжье, особенно в своей северной части, отличается довольно глубоким врезом речных долин (до 50 — 75 м), а также безлесостью и значительной распаханностью территории. Низкое Заволжье на западе охватывает район волжских террас, плоские поверхности которых переходят к востоку в волнисто-увалистую равнину с уплощенными междуречьями..
Самая молодая — пойменная терраса Волги — развита повсеместно. Она возвышается над урезом реки на 10—12 м и обычно имеет два уровня (низкая и высокая пойма). Ширина её варьирует от 1 до 10 км, достигая наибольших размеров в устьях притоков Камы, Большого Черемшана, Самары, Большого Иргиза, Еруслана. Практически ровная поверхность поймы разнообразится протоками, старицами. На пойме часто встречаются прирусловые валы, гривы и дюны. В настоящее время пойменная терраса практически полностью скрыта под поверхностью Куйбышевского, Саратовского и Волгоградского водохранилищ.
К востоку сменяется первой надпойменной террасой, относительная высота которой колеблется в пределах 15—20 м. Она хорошо выражена в рельефе в нижнем отрезке Волги, начиная от Жигулей и отчленяется от поймы и второй надпойменной террасы уступами в 5—10 м. Терраса имеет прерывистое распространение. Ширина первой надпойменной террасы местами достигает 10 км, в большинстве же случаев она не превосходит 500—1000 м. Рельеф первой надпойменной террасы разнообразен. В тех местах, где она сложена песками, на её поверхности развиты бугры эолового происхождения, ныне в большинстве случаев заросшие растительностью. На суглинках развита плоская равнина, слабо изрезанная протоками, в настоящее время сухими. В притеррасных понижениях нередки озёра.
Вторая надпойменная терраса прослеживается вдоль Волги то расширяющейся до 10 и более километров полосой, как, например, в устье Еруслана, то суживающейся до 1 км, то почти сходящей на нет. Севернее Волгограда терраса сильно расширяется и уходит далеко на восток, сливаясь с поверхностью Прикаспийской низменности. Высота террасы над урезом Волги составляет 20—30 м. На ровной поверхности второй надпойменной террасы распространены плоские блюдцеобразные понижения и ложбины. В местах развития песков встречаются дюны и небольшие всхолмления.
Вторая надпойменная терраса переходит в третью надпойменную террасу то резким уступом, то пологим склоном. Высота её над урезом Волги равна 35—40 м. Третья терраса, в основном сложенная песками и супесями, часто взбугрена в дюны, а поэтому представляет неровную поверхность. Эрозионные формы рельефа в её пределах распространены мало. Долина Волги имеет и четвертую надпойменную террасу с высотами над урезом Волги в 50—70 м. Ширину её морфологически установить очень трудно. На востоке четвертая терраса Волги примыкает к сыртовым пространствам, представляющим волнисто-увалистую поверхность с широкими долинами рек и пологосклонными водоразделами.
Общий Сырт более приподнят (200—360 м) и глубоко расчленен долинно-балочной сетью на отдельные возвышенности. Пологоволнистые водораздельные пространства (сырты) асимметричны — южные склоны их значительно круче северных. Максимальная глубина расчленения сыртового Заволжья достигает 60 — 80 м.